# Cotton Belt
Pour les articles homonymes, voir Cotton Belt (homonymie).

Carte délimitant la Cotton Belt.

La Cotton Belt, littéralement « ceinture de coton », est un espace agricole du Sud des États-Unis notable pour la production de coton. Historiquement, le coton est une industrie qui est à son apogée entre le XVIIIe siècle et le XXe siècle aux États-Unis.
Les principaux États américains de la Cotton Belt sont la Géorgie, le Tennessee, l'Alabama, l'Arkansas et le Mississippi.
La St. Louis Southwestern Railway desservait la Cotton belt et portait de nom sur les flancs de ses locomotives. 